# Claudio Donelli
Claudio Donelli (Cusano Milanino, 24 aprile 1928 – Varese, 25 dicembre 2022) è stato un politico italiano.

## Biografia
Nato a Cusano Milanino (MI), risiedeva a Varese. Iscritto al Partito Comunista Italiano, venne eletto nel 1972 alla Camera dei Deputati, e quattro anni dopo al Senato sempre con lo stesso partito. Mentre era in carica come senatore, fu vicepresidente della Commissione Difesa a Palazzo Madama.